# Сильва, Фернандо
Фернандо Хосе Сильва Гарсия (кат. Fernando José Silva Garcia; 16 мая 1977, Альмендраль, Испания) — андоррский футболист, нападающий. Выступал за национальную сборную Андорры.

## Биография

### Клубная карьера
Начал карьеру в 2002 году в клубе «Андорра» из Андорра-ла-Вельи, которая играла в низших дивизионах Испании. В июле 2004 в составе «Санта-Коломы» участвовал двух матчах первого квалификационного раунда Кубка УЕФА против боснийской «Модричи». По сумме двух матчей андоррцы уступили со счётом (0:4). Затем, Фернандо Сильва перешёл в «Серро Рейес», выступавший в четвёртом по силе дивизионе.
В 2005 году стал игроком «Пенья Депортива» из города Санта-Эулалия-дель-Рио. В команде провёл 2 года и перешёл в стан «Империо де Мерида». В 2008 году играл за «Вильяновенсе», а в следующем году играл за «Монтихо». В сезоне 2009/10 играл за «Бадахос», вместе с командой стал победителем четвёртого дивизиона. Сильва в составе «Бадахоса» провёл 10 игр. В следующем сезоне вернулся в «Империо де Мерида», где сыграл 17 матчей и забил 1 гол. С 2011 года по 2013 год являлся игроком «Гвадианы», завершил карьеру в команде «Монте Лоуро».

### Карьера в сборной
В 2002 году главный тренер национальной сборной Андорры Давид Родриго начал приглашать его в стан команды карликового государства, которая является одним из аутсайдеров мирового футбола. Тогда Сильве было 25 лет. 17 апреля 2002 года дебютировал в составе Андорры в домашнем матче против Албании, Фернандо вышел на 69 минуте вместо Эмилиано Гонсалеса. Этот поединок завершился второй в истории команды карликового государства победой со счётом (2:0).
В квалификации на чемпионат Европы 2004 Фернандо Сильва сыграл в 5 матчах. В отборочном турнире на чемпионат мира 2006, Андорра набрала 5 очков, что является лучшим результатом в отборах для страны. Тогда сборная обыграла Македонию (1:0) и дважды сыграла вничью с Македонией (0:0) и Финляндией (0:0). Фернандо сыграл в 8 матчах, а в игре против Армении (2:1), он забил голом.
В отборочном этапе на чемпионат Европы 2008 Сильва провёл 4 игры, в игре против Эстонии (2:1) он забил свой второй гол. В квалификации на чемпионат мира 2010 Сильва сыграл во всех 10 матчах. В поединке против Беларуси (1:3), на Фернандо нарушили правила и назначили пенальти который реализовал Марк Пужол. В отборе на чемпионат Европы 2012 Фернандо Сильва принял участие в 9 играх. В рамках отбора к чемпионату мира 2014 Сильва сыграл в 4 матчах.
Всего за сборную Андорры провёл 51 матч и забил 2 гола.

## Достижения
- Победитель чемпионата Испании (Терсера): 2009/10